# A Social Cub
A Social Cub es un cortometraje mudo de género cómico de 1916 dirigida por Clarence G. Badger y protagonizada por Gloria Swanson.

## Reparto
- Elizabeth De Witt
- Gonda Durand
- Harry Gribbon
- Reggie Morris
- Blanche Payson
- Della Pringle
- Gloria Swanson
- Josef Swickard
- Bobby Vernon como Bobby